# Département Seine-Saint-Denis
Das Département de la Seine-Saint-Denis [sɛnsɛ̃dˈni] ist das französische Département mit der Ordnungsnummer 93. Es liegt in der Region Île-de-France im Großraum Paris und umfasst überwiegend die Vororte im Norden und Nordosten der Hauptstadt. Sitz der Präfektur ist Bobigny, Unterpräfekturen sind Le Raincy und Saint-Denis.

## Geographie
Das Département grenzt im Südwesten an Paris, im Westen an das Département Hauts-de-Seine, im Norden an das Département Val-d’Oise, im Osten an das Département Seine-et-Marne und im Süden an das Département Val-de-Marne.
Zusammen mit den Départements Hauts-de-Seine und Val-de-Marne bildet Seine-Saint-Denis einen Ring um die Stadt Paris, der petite couronne („kleine Krone“) genannt wird. Die drei Départements bilden die Banlieue, also die einwohnerstarken Vorstädte von Paris, von denen viele, vor allem im Norden und Osten, wegen ihrer sozialen Probleme bekannt sind.

## Geschichte

Départementseinteilung der Île-de-France vor und nach 1968

Das Département entstand 1968 bei der Aufteilung der Départements Seine und Seine-et-Oise in kleinere Départements. Die Ordnungsnummer 93 weicht daher von der alphabetischen Reihenfolge ab, die Nummer wurde vom ehemaligen Département Constantine (heute Algerien) übernommen.
Eine im Département für das Jahr 2004 geplante Weltausstellung wurde aus finanziellen Gründen abgesagt.
Im Oktober/November 2005 geriet das Département aufgrund eskalierender, tagelanger Krawalle vorwiegend jugendlicher Bewohner in die Schlagzeilen. Die Unruhen begannen in der Vorstadt Clichy-sous-Bois.
Die Bewohner nennen ihr Département oft nur kurz le neuf-trois („das Neun-Drei“, in Anlehnung an die Nummer), weil der eigentliche Name und auch die Zahl Dreiundneunzig (französisch quatre-vingt-treize) umständlich zu sprechen sind.
Das Département profitierte von den Olympischen Sommerspielen 2024 in Paris. Viele Sportanlagen wie Schwimmbäder und Stadien wurden renoviert oder neu gebaut, die ca. 4000 Wohnungen des Olympischen Dorfs wurden nach Umbau als Eigentumswohnungen verkauft, der Park Valbon wurde saniert und die Métrolinie 14 wurde verlängert, sodass man jetzt direkt ins Zentrum von Paris fahren kann.

## Bevölkerung

### Bevölkerungsstruktur
Das Département macht einen bedeutenden Bevölkerungsteil des Ballungsraums Paris aus, die Bevölkerungsdichte ist sehr hoch. Die Bevölkerung ist außerdem durchschnittlich sehr jung, der Anteil der Einwanderer ist einer der höchsten in Frankreich.

### Städte
Die bevölkerungsreichsten Gemeinden des Départements Seine-Saint-Denis sind:
| Stadt            | Einwohner (2022) | Arrondissement |
| ---------------- | ---------------- | -------------- |
| Saint-Denis      | 148.907          | Saint-Denis    |
| Montreuil        | 110.758          | Bobigny        |
| Aubervilliers    | 89.489           | Saint-Denis    |
| Aulnay-sous-Bois | 86.360           | Le Raincy      |
| Drancy           | 71.312           | Bobigny        |
| Noisy-le-Grand   | 71.632           | Le Raincy      |
| Pantin           | 60.954           | Bobigny        |
| Le Blanc-Mesnil  | 59.912           | Le Raincy      |
| Épinay-sur-Seine | 53.564           | Saint-Denis    |
| Bondy            | 51.066           | Bobigny        |

## Verwaltungsgliederung

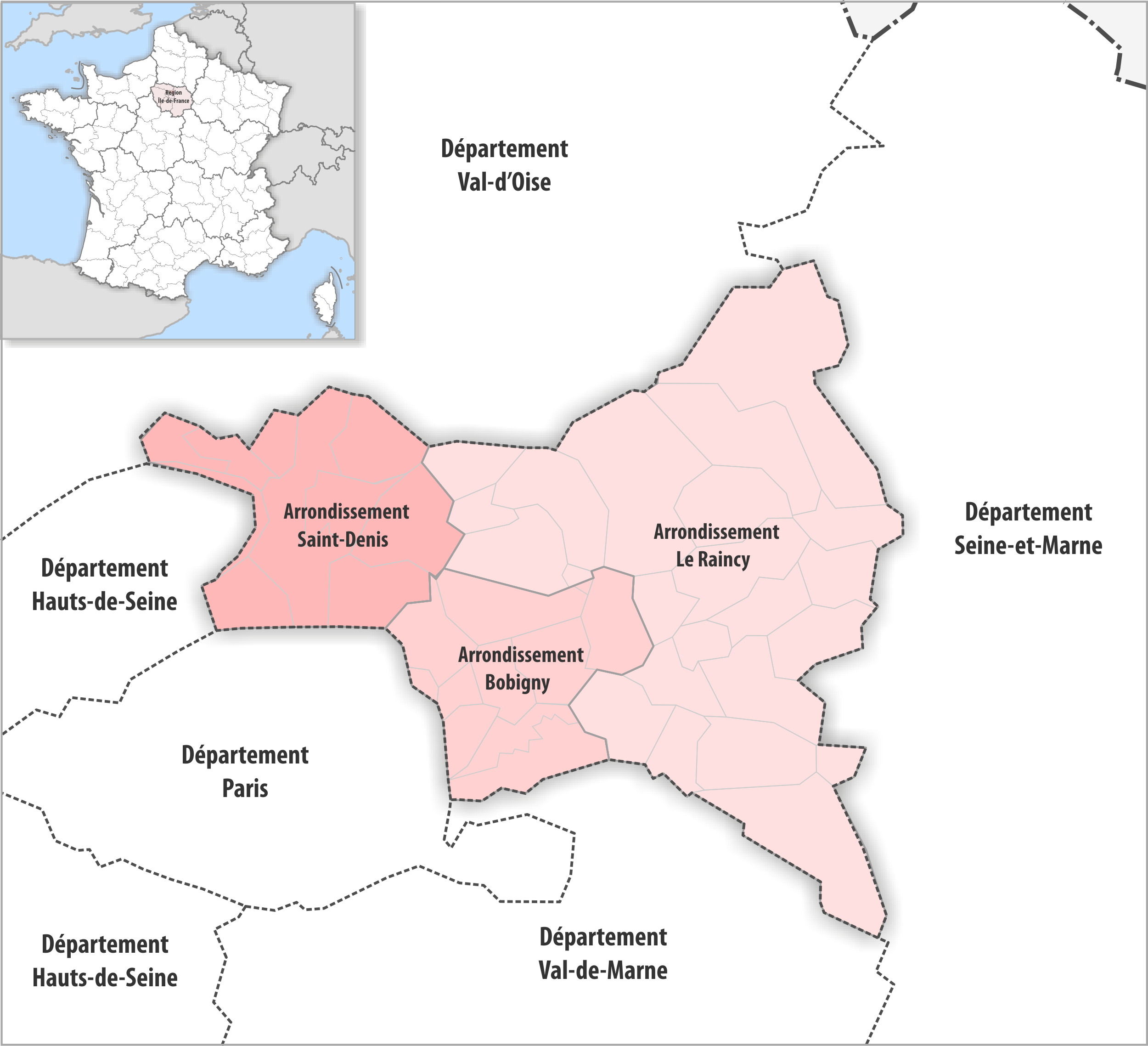
Gemeinden und Arrondissements im Département Seine-Saint-Denis

Das Département Seine-Saint-Denis gliedert sich in 3 Arrondissements, 21 Kantone und 39 Gemeinden:
| Arrondissement                  | Kantone | Gemeinden | Einwohner 1. Januar 2022 | Fläche km² | Dichte Einw./km² | Code INSEE |
| ------------------------------- | ------- | --------- | ------------------------ | ---------- | ---------------- | ---------- |
| Bobigny                         | 6       | 9         | 441.048                  | 39,18      | 11.257           | 931        |
| Le Raincy                       | 12      | 22        | 786.876                  | 149,62     | 5.259            | 932        |
| Saint-Denis (Seine-Saint-Denis) | 6       | 8         | 453.801                  | 47,40      | 9.574            | 933        |
| Département Seine-Saint-Denis   | 21      | 39        | 1.681.725                | 236,20     | 7.120            | 93         |

Siehe auch:
- Liste der Gemeinden im Département Seine-Saint-Denis
- Liste der Kantone im Département Seine-Saint-Denis
- Liste der Gemeindeverbände im Département Seine-Saint-Denis